# Glen Oaks (Queens)
Glen Oaks est le quartier le plus à l'est de l'arrondissement new-yorkais du Queens. Le quartier fait partie du Queens Community Board 13 ,< et borde le comté de Nassau à l'est.

## Localisation
Glen Oaks se situe entre Grand Central Parkway et le comté de Nassau au nord, Union Turnpike au sud, la frontière Queens/Nassau (Lakeville Road) à l'est et Cross Island Parkway à l'ouest. Bien qu'ils ne soient pas situés à la frontière, de nombreux propriétaires de Floral Park utilisent Glen Oaks comme adresse postale. Dans cette zone, la frontière Queens/Nassau sépare la ville de New York du village de Lake Success au nord, et de la ville non incorporée de North New Hyde Park à l'est. La frontière Queens/Nassau est appelée localement "la ligne de la ville" et est désignée comme telle sur les bus de la ville de New York. L'Union Turnpike est la principale route commerciale de la région.
La limite nord de Glen Oaks est constituée d'une ligne de collines qui font partie de la moraine terminale de la dernière période glaciaire. Ces collines comprennent le point le plus élevé du Queens : 258,2 pieds (78,7 m) au-dessus du niveau de la mer. La partie sud de Glen Oaks est une plaine d'épandage glaciaire.
Les zones du code postal de ce quartier ne suivent pas les frontières politiques et traversent même la frontière de la ville. La partie la plus à l'est du quartier se trouve dans le code ZIP 11040, sous le nom de New Hyde Park. La partie la plus septentrionale du quartier - le complexe North Shore Towers - se trouve dans le code ZIP 11005, sous le nom de Floral Park. La partie du quartier située à l'ouest de Little Neck Parkway - à l'exception du Queens County Farm Museum - se trouve dans le code postal 11426, sous le nom de Bellerose. Enfin, la partie centrale du quartier se trouve dans le code postal 11004, qui peut être adressé comme Glen Oaks ou Floral Park. Étant donné que les codes ZIP traversent la frontière de la ville, ils ne peuvent pas être utilisés comme seul moyen de déterminer les taux de la taxe sur les ventes. Cela a posé des problèmes aux habitants du quartier.
Au nord de Glen Oaks se trouve Little Neck. Les quartiers de Bellerose et Floral Park, dans le Queens, se trouvent au sud de Glen Oaks. Les villages de Bellerose et de Floral Park, dans le comté de Nassau, se trouvent au sud des quartiers du Queens portant le même nom. À l'est de Glen Oaks (après Lake Success) se trouve le quartier non incorporé de North New Hyde Park. Au sud de North New Hyde Park se trouve le village de New Hyde Park. Ainsi, même si Glen Oaks partage plusieurs noms de villes postales avec des villages du comté de Nassau, il n'est pas adjacent à ces villages et n'est pas politiquement lié à eux, si ce n'est qu'il se trouve dans le même État. L'emprise de l'autoroute historique Long Island Motor Parkway se trouve aujourd'hui à l'extrémité sud du parking de Green Meadows Farm. À l'est de Little Neck Parkway, le tracé de la Motor Parkway est aujourd'hui la 74e avenue, y compris Tenney Park. Le tracé définit également la limite sud du complexe North Shore Towers (anciennement Glen Oaks Golf Club).

## Residences
Les appartements avec jardin dominent cette communauté. Les principaux propriétaires sont :
- Glen Oaks Village (créé en 1947) : Ce complexe d'appartements en coopérative s'étend de Little Neck Parkway à l'est jusqu'à la 263e rue, au nord jusqu'à Royal Ranch et au sud jusqu'à Union Turnpike[3].

L'autre section s'étend du boulevard Commonwealth à la 249e rue.
- Parkwood Estates : Initialement appelé Grand Central Apartments, ce complexe d'appartements en coopérative est situé au nord de Little Neck Parkway.
- North Shore Towers (vers les années 1970) : Complexe privé d'appartements de grande hauteur et country club construit au milieu des années 1970.
- Royal Ranch (vers 1951) : Sur la même colline que les North Shore Towers se trouve une communauté composée principalement de résidences unifamiliales.

## Parcs et loisirs
L'ovale de Glen Oaks s'étend sur 1,2 hectare et se situe à l'intersection de la 260e rue et de la 74e avenue (l'intersection est un rond-point autour du parc). Il sert de siège à la Glen Oaks Little League et dispose d'une aire de jeux et d'équipements d'exercice. À l'origine, le parc s'appelait Glen Oaks Park. En 1977, il a été baptisé Tenney Park en l'honneur de Jerry Tenney, un ancien propriétaire de Glen Oaks Village. Cependant, il est plus communément connu sous le nom de "The Oval", en raison de sa forme. Le nom officiel a également été changé en The Oval en 2010 après qu'une grande partie du public ait demandé à Bob Friedrich (un politicien qui représente Glen Oaks) de demander un changement.
There is also a 2-acre (8,100 m2) playground at Little Neck Parkway and 72nd Avenue, adjacent to P.S. 186. South of the playground on Little Neck Parkway is the Queens County Farm Museum, 47.7 acres (19.3 ha) that re-create the historic agricultural phase of the county, housing an array of farm animals and antique farming equipment.